# Tandem (rapgroep)
Tandem is een voormalige Franstalige rapformatie die in 1999 werd opgericht. De groep bestond uit de rappers Socrate Petnga en Makenzy Guerrier, beiden afkomstig uit Aubervilliers, in de banlieue van Parijs. 
De groep maakte tussen 2000 en 2006 een stevige indruk met hun compromisloze karakter, rebels gedrag en controversiële teksten, waarin ze middels hardcore rap vertellen over de problematiek in de Franse banlieues, met name uit Parijs-Noord. Internationaal waren ze vooral bekend met het nummer 93 Hardcore uit 2005.

## Biografie
Bestaande uit Mac Tyer (alias Socrate Petnga) en Mac Kregor (alias Makenzy Guerrier), rappers van Kameroenese en Haïtiaanse afkomst, werd Tandem begin jaren '00 de nieuwe senstatie in de Franse hardcore rap. Als vertegenwoordigers van hun departement 93 maken ze een naam in het circuit door mee te doen aan verschillende mixtapes en verzamelalbums. In juni 2004 brengt Tandem zijn eigen mixtape uit, genaamd "Illégal Muzik", die mixtape maakte een positieve indruk in het kritische Franse rapcircuit. Internationaal waren ze vooral bekend met het nummer 93 Hardcore uit 2005,  dat geweerd werd door de grote commerciële radiostations en televisiezenders.

Je baiserai la France jusqu'a ce qu'elle m'aime.

(Ik zal met Frankrijk fokken, totdat ze van mij houdt.)
— 93 Hardcore (2005)

Tandem is formeel nooit uit elkaar gegaan, maar de rappers hebben door hun soloprojecten sinds 2006 niet meer samen opgetreden of nieuwe nummers opgenomen.

## Discografie
- 2001 - Ceux Qui Savent M'Ecoutent (EP)
- 2004 - Illégal Muzik (Mixtape)
- 2004 - Tandematique Modéle Vol.1 (Street CD)
- 2005 - C'est Toujours Pour Ceux Qui Savent (Album)